# Idaite
La idaite è un minerale.